# Caritas diocesana
La Caritas diocesana nella Chiesa cattolica italiana è un organismo pastorale con compiti caritatevoli presente in ogni singola diocesi.

## Descrizione
Il compito della Caritas diocesana è esercitare ed educare la Chiesa locale alla carità evangelica sia verso i territori nei quali essa si trova a operare sia verso la più ampia comunità mondiale. Rappresenta inoltre lo strumento ufficiale della Diocesi per il coordinamento delle iniziative caritative assistenziali. Lavora in collaborazione con le varie aggregazioni ecclesiali presenti sul territorio e, dove queste sono state costituite, con le Caritas parrocchiali.
La sua natura è quella di una Persona giuridica pubblica nell'Ordinamento Canonico ed è presieduta dal vescovo; il direttore può invece essere un sacerdote o un laico. Le caritas diocesane sono coordinate a livello nazionale dalla Caritas Italiana, un organismo costituito dalla Conferenza Episcopale Italiana.

## Diffusione
In Italia sono presenti 220 caritas diocesane, ognuna con il proprio statuto.

## Fonti di finanziamento
Le Caritas diocesane basano a livello economico le loro attività principalmente su:
- una parte del gettito fiscale derivato dall'Otto per mille;
- raccolte di fondi straordinarie;
- manifestazioni;
- contributi di benefattori.